# Poziv
Srbska pevka narodno-zabavne glasbe, Svetlana Ražnatović - Ceca je 17. junija 2013 objavila glasbeni album z naslovom Poziv. Besedila pesmi tudi tokrat govorijo predvsem o ljubezni. 
Album je izšel v produkciji Miligram music-a, objavila pa ga je založbena hiša City records. Album je izšel v dveh različicah - standardnem pakiranju in v kartonasti obliki. Slednji vsebuje tudi mini poster. 

## Delo v studiu
Snemanje albuma se je pričelo 1. maja 2013. Ceca je vse pesmi posnela v glasbenem studiu Aleksandra Milića Milija. 25. maja 2013 je pevka predstavila del besedila za pesem Udaće se suze moje. V času snemanja se je pojavila informacija o snemanju dueta s pevcem Aleksandrom Vuksanovićem, znanim po vzdevku Aca Lukas. Pesem je bila, zaradi pomanjkanja časa, posneta šele v letu 2014.

## Seznam skladb
| Št.             | Naslov                | Besedilo                                | Glasba                | Dolžina |
| --------------- | --------------------- | --------------------------------------- | --------------------- | ------- |
| 1.              | „Poziv‟               | Marina Tucaković, Ljiljana Jorgovanović | Aleksandar Milić-Mili | 04:15   |
| 2.              | „Da raskinem sa njom‟ | Marina Tucaković                        | Damir Handanović      | 03:52   |
| 3.              | „5 minuta‟            | Marina Tucaković                        | Aleksandar Milić-Mili | 03:02   |
| 4.              | „Ime i prezime‟       | Marina Tucaković                        | Aleksandar Milić-Mili | 03:44   |
| 5.              | „Mrzi me‟             | Marina Tucaković                        | Aleksandar Milić-Mili | 03:35   |
| 6.              | „Brat‟                | Marina Tucaković                        | Aleksandar Milić-Mili | 03:07   |
| 7.              | „Udaće se suze moje‟  | Marina Tucaković, A. Tomić              | Damir Handanović      | 03:17   |
| 8.              | „Vidimo se daso‟      | Marina Tucaković                        | Aleksandar Milić-Mili | 03:22   |
| 9.              | „Dobro sam prošla‟    | Marina Tucaković                        | Aleksandar Milić-Mili | 03:35   |
| 10.             | „Turbulentno‟         | Marina Tucaković                        | Damir Handanović      | 03:16   |
| Skupna dolžina: | Skupna dolžina:       | Skupna dolžina:                         | Skupna dolžina:       | 34:59   |

## Promocija zgoščenke

### Televizijska promocija
Televizijska promocija albuma Poziv se je pričela 11. junija 2013.
| Datum        | Oddaja                     | Televizija                  | Pesem                                                 |
| ------------ | -------------------------- | --------------------------- | ----------------------------------------------------- |
| 11. 6. 2013  | Ami G Show                 | Televizija Pink             | Poziv, Ime i prezime                                  |
| 22. 6. 2013  | Zvezde Granda              | Televizija Pink             | Pet minuta, Ime i prezime                             |
| 22. 6. 2013  | Žikina šarenica            | Televizija Srbije           | Turbulentno, Udaće se suze moje, Ime i prezime        |
| 26. 12. 2013 | S ljubavlju hrabrim srcima | Televizija Republike Srbske | Poziv, Ime i prezime                                  |
| 31. 12. 2013 | Novogodišnji program       | Televizija Palma Plus       | Da raskinem sa njom, Poziv, Ime i prezime             |
| 4. 1. 2014   | Magazin in                 | Televizija Pink             | Pet minuta, Ime i prezime                             |
| 7. 4. 2014   | Sat, dva                   | Televizija Pink             | Poziv, Udaće se suze moje                             |
| 2. 5. 2014   | Brawo show                 | Televizija Pink             | Da raskinem sa njom, Pet minuta, Ime i prezime, Poziv |
| 14. 6. 2014  | Žikina šarenica            | Televizija Srbije           | Turbulentno, Poziv                                    |

### Snemanje videospotov
- 18. junija 2013 je bila promocija prvega videospota za pesem Da raskinem sa njom. Spot je na svetovno znani spletni strani Youtube do oktobra 2013 dosegel 7.066.370 ogledov. [6]

- 29. oktobra 2013 se je na spletu pojavil teaser (kratka napoved) drugega videospota, tokrat za pesem Turbulentno. [7] Promocija spota se je zgodila 4. novembra na beograjski televiziji Pink. [8] Spot je na svetovno znani spletni strani Youtube v enem dnevu dosegel več kot 100.000 ogledov. [9]

- Novembra 2013 je pevka razkrila načrte o snemanju tretjega videospota za pesem Dobro sam prošla. [10] Videospot je bil posnet februarja 2015 na Tajskem, promocija pa se je zgodila 19. marca na televiziji Pink in na portalu srbskega časnika Blic. [11] Spot je na portalu Youtube v enem dnevu dosegel več kot 100.000 ogledov. [12]

- Marca 2015 je pevka razkrila načrte o snemanju četrtega videospota.

### Koncertna promocija
Prva koncertna promocija albuma se je zgodila 28. junija 2013 na velikem koncertu v Beogradu , s katerim je pevka pričela turnejo Poziv. Ceca je na turneji predstavila osem skladb: Poziv, Dobro sam prošla, Mrzi me, Da raskinem sa njom, Ime i prezime, 5 minuta, Turbulentno in Brat. 

## Uspeh na glasbenih lestvicah
| Lestvice (2013)                                  | Mesto |
| ------------------------------------------------ | ----- |
| City records Top 10 albuma                       | 1     |
| Balkanmedia Shop (bestsellers)                   | 1     |
| Balkan glasbena lestvica (Turbofolk v Sloveniji) | 1     |
| Ludujem top lista                                | 1     |

## Zgodovina objave zgoščenke
| Država               | Datum            | Založba                      | Oblika                       |
| -------------------- | ---------------- | ---------------------------- | ---------------------------- |
| Srbija               | 17. junij, 2013  | Miligram Music, City records | standardni CD, kartonasti CD |
| Bosna in Hercegovina | 17. junij, 2013  | Miligram Music, City records | standardni CD, kartonasti CD |
| Makedonija           | 17. junij, 2013  | Miligram Music, City records | standardni CD, kartonasti CD |
| Črna gora            | 17. junij, 2013  | Miligram Music, City records | standardni CD, kartonasti CD |
| Slovenija            | 27. avgust, 2013 | Miligram Music, City records | standardni CD                |

## Naklada in prodaja zgoščenke
Prvi dve nakladi albuma Poziv sta šteli 200.000 izvodov. 
Ceca je aprila 2014 prejela nagrado Zlati gramofon za najbolj prodajan album v letu 2013. Nagrado ji je dodelila televizija Pink. 

## Ostale informacije
- Proizvodnja in distributer: City records
- Medijski sponzorji: Svet, Scandal, Hello, Pink, Star, Kurir in Informer
- Glavni programer: Ivan Milisavljević Milke
- Programer na 2, 6, 8 in 10 Boris Krstajić

- Bas kitare: Ivan Milisavljević Milke
- Klaviature: Jovica Smrzlić, Srećko Mitrović
- Harmonike: Vladimir Milenković
- Buzuki: Petar Trumbetaš
- Spremljevalni vokal: Ivana Selakov 1, 2, 4, 5, 6, 7, 9 in 10, Ivana Pavlović, 3 in 8
- Snemano v glasbenem studiu: Miligram Music
- Mix: Ivan Milisavljević Milke
- Mastering: James Cruz, Zeitgeist Sound Studios, Long island City, NY

- Fotografije: Miloš Nadaždin
- Styling: Stefan Orlić
- Make up: Dušan Lazič
- Hair: Svetlana Bubanja Bucka

- Grafično oblikovanje: Milan Novičić